# 切萨雷·莫里
切萨雷·莫里 （義大利語：Cesare Mori，義大利語發音：[ˈtʃeːzare ˈmɔri, ˈtʃɛː-]，1871年12月22日—1942年7月5日），意大利王国时期的一位地方长官。他因在20世纪20年代出任巴勒莫省长期间铁腕取缔西西里黑手党而名声大噪，被公众誉为“铁长官”。

## 早年经历
莫里出生于帕维亚，幼年在孤儿院长大，直到1879年10月他七岁时才终于被他的亲生父母所认领。他曾就读于都灵军事学院，然而，他因为一场违反当时军规的婚姻而不得不辞去军队的职务。之后他成为了警察，先在拉文纳服役，不久又转到特拉帕尼省的卡斯特尔韦特拉诺服役。他在那里以逮捕著名强盗保罗·格里萨尔菲而闻名，其后于 1915年移居佛罗伦萨，并升任副总督。
在第一次世界大战结束后，西西里岛的治安情况因大量涌入的退伍军人加入盗贼团伙而变得异常糟糕。1919年，莫里被派往西西里岛作为打击盗贼的特种部队负责人。在打击犯罪工作中，莫里以充满活力和雷厉风行的办案手段而著称。在卡尔塔贝洛塔，他在一夜之间就逮捕了300多名犯罪分子。当地媒体评价道“这是一次对黑手党的致命打击！”，然而莫里却对他的一名同僚说：
“这些人并不明白，盗匪和黑手党是两种不同的东西。我们已经打击了第一个，他们无疑是西西里犯罪团伙中最主要的方面，但却不是最危险的。如果我们不仅能够在乡村荒野中，而且还能够在县、警察总部、城市大厦以及某些部委中全面展开综合调查时，那么对于黑手党的致命打击才会真正到来。”
1920年，莫里调任都灵担任总督；次年，他转任博洛尼亚省长，他是地方当局中少数几个镇压法西斯运动有组织暴行的成员之一。因此莫里被解职并被遣送到了巴里。1922年，法西斯领导人贝尼托·墨索里尼在进军罗马胜利后接管政府，于是莫里退休与妻子一起回到了佛罗伦萨。

## 重返西西里岛

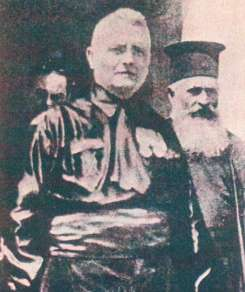
莫里在西西里岛

1924年，内政大臣路易吉·费德佐尼将莫里召回现役。同年，莫里加入了法西斯党，他被任命为特拉帕尼省长。他于1924年6月到任，一直任职到1925年10月20日，随后墨索里尼任命他为巴勒莫省长，赋予其对整个西西里岛行使特殊权力，并负责以任何可行的方式铲除黑手党。墨索里尼在给莫里的一封电报中写道：

“阁下负有全权使命，国家权威必须恢复也必须在西西里重新建立起来。如果现行法律妨碍您，那没有问题，我们将为此制定新的法律。”
据说，墨索里尼在1924年5月对西西里岛进行正式访问后便决心要打击黑手党，在此期间他感受到了黑手党组织领袖弗朗切斯科·库西亚对他的侮辱（后者公开宣称墨索里尼不需要警察的护送，因为库西亚的存在就能保护他）。墨索里尼对此羞辱感到极度的愤怒。但是，根据学者克里斯托弗·杜根的说法，原因更多是政治层面的，而并非个人层面的；黑手党的势力威胁到了法西斯政权在西西里岛统治的影响力。

## 整治黑手党
莫里于1925年11月在巴勒莫就职，直至到1929年6月结束。在上任之初的两个月内，他下令逮捕了500多黑手党成员，并且这一数字在接下来的几年里不断增加。1926年1月，他采取了任内最为著名的一次行动，他派人占领了被各种犯罪组织控制的据点甘吉村。莫里动用宪兵与警察部队挨家挨户地搜查嫌疑对象，抓捕盗匪、黑手党成员及各种在逃的罪犯。由于黑手党性质的特殊，他不得不谨慎地收集大量情报后再进行大规模逮捕行动，以避免大量黑手党成员四处藏匿。正如他自己所说：“这些行动的数量和规模都相当可观；而且它们相互接替的速度之快以及它们对证据掌握的精确性，彻底扼杀了多年来一直存在的犯罪团伙，打断了他们肆无忌惮地蓬勃发展，整个岛屿都在高呼与赞美着解放！”这些大规模逮捕行动，也为莫里赢得了“铁长官”的绰号。
莫里清楚的了解黑手党权力的基础，为了铲除其根基，他认为有必要“建立人民与国家政府之间的直接联系，废除公民只能通过“中间人”才能接近当局的调解制度......这是国民应得的权利。”莫里的办案手段有时类似于黑手党的行事方式，他在逮捕盗匪之后还羞辱和拷问他们。因为他觉得只有表现出强大的权威来对抗黑手党，人们才会看到黑手党其实并不是他们唯一的保护选择。莫里也经常搜集黑手党如何运作的证据，并以此没收了他们的财产和牲畜。
然而，莫里的深入调查也暴露了黑手党与国家机器--法西斯党政权中有影响力的成员相互勾结的证据；因此他的地位逐渐变得岌岌可危。在巴勒莫的任职期间有大约11000名犯罪分子的被捕归功于莫里的铁腕治理；其中大量开展的对黑手党成员的审判行动，也是导致他被权贵厌恶并最终免职的原因之一。
墨索里尼曾在1928年就提名莫里为意大利王国参议员，这也就为次年6月莫里的离任铺平了道路。在后续的宣传中法西斯自豪地宣布黑手党已被击败。

## 晚年
莫里在担任参议员期间仍继续密切关注西西里的事务，并确保他总能消息灵通；但他已不再具有当年的政治影响力。他于1932年开始写回忆录，五年后他公开表达了对墨索里尼与希特勒结盟的担忧，因此被法西斯党内孤立。莫里于1941年退休并居住在乌迪内（尽管他仍保留他在参议院的席位），一年后已经被彻底遗忘的他在乌迪内去世，享年70岁。

## 影响
在当时的普遍看法是莫里已经瓦解并粉碎了黑手党，西西里岛的谋杀率也在1930年代初期急剧下降，黑手党组织的干部曾表示莫里的镇压严重打击了黑手党。一些黑手党头目逃跑并移居到国外（主要是美国），例如约瑟夫·博南诺。其他留在西西里岛的黑手党成员，则要么将他们的同伙（或一般盗匪）供出给警察，要么就干脆躲藏起来寻求与当局的和平共处，直至意大利法西斯政权结束。
随着1943年盟军在西西里岛登陆以及法西斯政权的垮台，黑手党开始重新站稳了脚跟，他们在被占领地区与盟军当局进行合作，为盟军的占领提供当地精英的支持。由于黑手党组织在地方的传统权威和他们在法西斯政权下的“被迫害记录”，以及他们表现出的主动与盟军合作的意愿，不少的黑手党成员如卡洛杰罗·维齐尼、朱塞佩·让科·鲁索都被任命为西西里岛西部许多城镇的地方行政主管。